# Len Heinson
Len Oliver Heinson (* 6. Dezember 1995 in Düsseldorf) ist ein deutscher Fußballspieler.

## Karriere
Heinson begann in der Jugend beim Cronenberger SC. Im Jahre 2007 wechselte zu Bayer 04 Leverkusen, wo er mit der U14 in der DFB-Nachwuchsrunde und mit der U15 in der Regionalliga West spielte. 2010 erfolgte ein Wechsel zu Fortuna Düsseldorf, wo er in der U16, mit der U17 in der Bundesliga West, mit der U18 in der A-Junioren-Niederrheinliga und in der U19 spielte. Zur Saison 2013/14 wechselte er zur U19 des Wuppertaler SV, mit der er am Ende den 8. Platz in der U19-Bundesliga West erreichte.
Als A-Jugendlicher wurde Heinson bereits in der ersten Mannschaft des Wuppertaler SV bei Freundschaft- und Testspielen eingesetzt, für die Saison 2014/15 absolvierte er die Vorbereitung unter anderem mit Spielen gegen Alemannia Aachen und VfL Bochum. Vor Saisonbeginn wechselte er jedoch mit einem Sportstipendium in die USA an die Northern Illinois University in DeKalb, Illinois und spielte dort in der Saison 2014/15 für das Universitätsteam NIU Huskies in der Mid-American Conference (MAC), die zur Division I der NCAA gehört. Seit der Saison 2015/16 gehörte Heinson wieder zum Kader des Wuppertaler SV in der Oberliga Niederrhein. Im Frühjahr 2016 verlängerte Heinson seinen Vertrag in Wuppertal bis zum 30. Juni 2017 und erreichte mit der Mannschaft vorzeitig den Meistertitel in der Oberliga Niederrhein sowie den Aufstieg in die Regionalliga West. Die Saison in der Regionalliga gestaltete sich von Anfang an schwierig, nach einer Verletzung in der Vorbereitung gehörte er nicht zur Stammformation. Mit Beginn der Rückrunde der Saison 2016/17 wechselte Heinson zum 1. FC Bocholt in die Oberliga Niederrhein, dort unterschrieb er einen Vertrag bis 30. Juni 2018. Zur Saison 2018/19 kehrt er zum mittlerweile in der Regionalliga spielenden Wuppertaler SV zurück. Dort kam Heinson durch Verletzungen in der Hinrunde nicht zum Zuge, darum verließ er den Verein in der Winterpause wieder und wechselte zum Oberligisten VfB 03 Hilden. In seinem zweiten Spiel erlitt er einen Kreuzbandriss und fiel für den Rest des Jahres aus.